# Extra Rosa
Extra Rosa va ser un programa de televisió emès per la cadena espanyola Antena 3 el 1997-1998.

## Format
Espai dirigit sobretot a abordar notícies d'actualitat rosa i crònica social, amb reportatges, entrevistes i tertúlies.

## Història
Emès en horari de tarda de dilluns a divendres. Inicialment presentat pel tàndem format per les periodistes Ana Rosa Quintana i Rosa Villacastín, a mitjan 1998, la primera va abandonar el programa per a posar-se al capdavant de Sabor a ti, que a més va ocupar la mateixa franja horària, desplaçant Extra Rosa, ja amb una sola presentadora a una emissió també diària a les 20 hores des del 14 de setembre de 1998, i fins a la seva cancel·lació.

## Col·laboradors
Entre els col·laboradors habituals figuraven: 
- Jorge Javier Vázquez (1997 - 1998)
- Carmen Rico Godoy (1997 - 1998)
- José Luis de Vilallonga (1997 - 1998)
- Nati Abascal (1997 - 1998)
- Tico Medina (1997 - 1998)

## Audiències
En la primera meitat de 1998, l'espai va aconseguir el 21% de quota de pantalla. Amb el canvi d'horari al setembre-octubre de 1998 va descendir al 16%, la qual cosa va precipitar la seva retirada.